# Marathon van Rome 1983
De marathon van Rome 1983 werd gelopen op zondag 24 april 1983. Deze wedstrijd was een voorloper van de jaarlijkse marathon van Rome.
De wedstrijd bij de mannen werd gewonnen door de Italiaan Giuseppe Gerbi. Hij versloeg de Colombiaan Domingo Tibaduiza in de eindsprint. De Italiaanse Alba Milana zegevierde bij de vrouwen met een voorsprong van bijna vier minuten in 2:32.57.

## Uitslagen
Mannen
| rang   | naam               | land | tijd    |
| ------ | ------------------ | ---- | ------- |
| Goud   | Giuseppe Gerbi     | ITA  | 2:15.11 |
| Zilver | Domingo Tibaduiza  | COL  | 2:15.12 |
| Brons  | Gianpaolo Messina  | ITA  | 2:15.18 |
| 4      | Orlando Pizzolato  | ITA  | 2:16.22 |
| 5      | Antonio Erotavo    | ITA  | 2:16.44 |
| 6      | Paolo Accaputo     | ITA  | 2:16.54 |
| 7      | Martin Cauldwell   | NZL  | 2:17.14 |
| 8      | Michelangelo Arena | ITA  | 2:17.20 |
| 9      | Arturo Iacona      | ITA  | 2:17.21 |
| 10     | Osvaldo Faustini   | ITA  | 2:18.27 |
| 11     | Giuseppe Moretti   | ITA  | 2:18.29 |
| 12     | Domenico Massari   | ITA  | 2:18.40 |
| 13     | Domenico D'adamo   | ITA  | 2:18.52 |
| 14     | Roberto Zatta      | ITA  | 2:18.57 |
| 15     | Piermariano Penone | ITA  | 2:20.24 |
| 16     | Ian Thompson       | ENG  | 2:20.38 |
| 17     | Aldo Fantoni       | ITA  | 2:20.45 |
| 19     | Gianni Poli        | ITA  | 2:21.15 |
| 20     | Erminio Nicco      | ITA  | 2:21.22 |

Vrouwen
| rang   | naam                   | land | tijd    |
| ------ | ---------------------- | ---- | ------- |
| Goud   | Alba Milana            | ITA  | 2:32.57 |
| Zilver | Rita Marchisio         | ITA  | 2:36.54 |
| Brons  | Joyce Smith            | ENG  | 2:38.04 |
| 4      | Paola Moro             | ITA  | 2:39.47 |
| 5      | Daniela Tiberti        | ITA  | 2:53.13 |
| 6      | Leslie Watson          | SCO  | 2:53.26 |
| 7      | Paola Tirabassi        | ITA  | 2:54.28 |
| 8      | Martine Oppliger       | FRA  | 3:02.26 |
| 9      | Anna-Maria Magistrelli | ITA  | 3:03.39 |
| 10     | Stefania Colombo       | ITA  | 3:03.39 |
| 11     | Mary Marsiletti        | ITA  | 3:05.02 |
| 13     | Orietta Gorra          | ITA  | 3:11.01 |
| 14     | Silvana Cucchietti     | ITA  | 3:11.34 |

1982 ·
1983 ·
1984 ·
1985 ·
1986 ·
1987 ·
1988 ·
1989 ·
1990 ·
1991 ·
1995 ·
1996 ·
1997 ·
1998 ·
1999 ·
2000 ·
2001 ·
2002 ·
2003 ·
2004 ·
2005 ·
2006 ·
2007 ·
2008 ·
2009 ·
2010 ·
2011 ·
2012 ·
2013 ·
2014 ·
2015 ·
2016 ·
2017